# Prelude to Fame
Pour plus de détails, voir Fiche technique et Distribution.
Prelude to Fame est un film britannique réalisé par Fergus McDonell, sorti en 1950.

## Synopsis
Un enfant, chef d'orchestre prodige, est exploité par une femme ambitieuse, mais l'homme qui l'avait découvert le premier le renvoie chez ses parents.

## Fiche technique
- Titre original : Prelude to Fame
- Réalisation : Fergus McDonell
- Scénario : Robert Westerby, d'après la nouvelle Young Archimedes de Aldous Huxley
- Direction artistique : Fred Pusey
- Décors : Vernon Dickson
- Costumes : Molyneux
- Photographie : George Stretton
- Son : Reg Barnes Heath, Gordon K. McCallum
- Montage : Sidney Hayers
- Direction musicale : Muir Mathieson
- Production exécutive : Earl St. John
- Production : Donald B. Wilson
- Société de production : Two Cities Films, Aquila Cinematografica
- Société de distribution : General Film Distributors
- Pays d'origine :  Royaume-Uni
- Langue originale : anglais
- Format : Noir et blanc — 35 mm — 1,37:1 — son mono
- Genre : drame
- Durée : 88 minutes
- Dates de sortie : Royaume-Uni : 2 mai 1950

## Distribution
- Guy Rolfe : John Morell
- Kathleen Byron : Signora Bondini
- Kathleen Ryan : Catherine Morell
- Jeremy Spenser : Guido
- Henry Oscar : Signor Bondini
- John Slater : Dr Lorenzo
- James Robertson Justice : Sir Arthur Harold
- Rosalie Crutchley : Carlotta
- Hugo Schuster : Dr Freihaus
- Robert Rietty : Giuseppe
- Ferdy Mayne : Carlo
- Robin Dowell : Nick
- Michael Balfour : Lucio